# Тутлейм
Тутлейм — упразднённая в 2008 году деревня в Березовском районе Ханты-Мансийского автономного округа — Югры. Входила в состав Городского поселения Берёзово.

## География
Находилась на левом берегу Вогулки в 22 км к западу от города Берёзово.

## Климат
Климат резко континентальный, зима суровая, с сильными ветрами и метелями, продолжающаяся семь месяцев. Лето относительно тёплое, но быстротечное.

## Население
| 1989 | 2002 |
| ---- | ---- |
| 10   | ↘4   |